# 国民議会 (スリナム)
国民議会 (こくみんぎかい、オランダ語: De Nationale Assemblée）は、スリナムの立法府である。

## 概要
一院制、定数51、任期5年。
比例代表制で選出される。